# Michael Boulette

Wappen von Michael Boulette

Michael J. Boulette (* 4. Juni 1950 in Hudson Falls, New York, USA) ist ein US-amerikanischer Geistlicher und römisch-katholischer Weihbischof in San Antonio.

## Leben
Michael Boulette empfing am 19. März 1976 das Sakrament der Priesterweihe.
Papst Franziskus ernannte ihn am 23. Januar 2017 zum Titularbischof von Hieron und zum Weihbischof in San Antonio. Der Erzbischof von San Antonio, Gustavo García-Siller MSpS, spendete ihm am 20. März desselben Jahres die Bischofsweihe. Mitkonsekratoren waren der emeritierte Bischof von Dallas, Charles Victor Grahmann, und José Arturo Cepeda Escobedo, Weihbischof in Detroit.